# Stefán Gíslason
Stefán Gíslason (Fjarðabyggð, Islandia, 15 de marzo de 1980) es un exfutbolista y entrenador islandés que jugaba de centrocampista.
En febrero de 2015 anunció su retirada debido a problemas físicos.

## Selección nacional
Fue internacional con la selección de fútbol de Islandia en 32 ocasiones.

## Clubes

### Como jugador
| Club                | País      | Año       |
| ------------------- | --------- | --------- |
| KR Reykjavík        | Islandia  | 1998      |
| Strømsgodset IF     | Noruega   | 1999-2001 |
| Grazer AK           | Austria   | 2002-2003 |
| Keflavík FC         | Islandia  | 2003-2004 |
| FK Lyn              | Noruega   | 2005-2007 |
| Brøndby IF          | Dinamarca | 2007-2011 |
| Viking FK (cedido)  | Noruega   | 2010      |
| Lillestrøm SK       | Noruega   | 2011      |
| Oud-Heverlee Leuven | Bélgica   | 2012-2014 |
| Breiðablik          | Islandia  | 2014-2015 |

### Como entrenador
| Club              | País     | Año  |
| ----------------- | -------- | ---- |
| Haukar            | Islandia | 2017 |
| Leiknir Reykjavík | Islandia | 2019 |
| Lommel United     | Bélgica  | 2019 |